# Harsud
Harsud é uma cidade e uma nagar panchayat no distrito de East Nimar, no estado indiano de Madhya Pradesh.

## Geografia
Harsud está localizada a 22° 06′ N, 76° 44′ L. Tem uma altitude média de 244 metros (800 pés).

## Demografia
Segundo o censo de 2001, Harsud tinha uma população de 15 869 habitantes. Os indivíduos do sexo masculino constituem 52% da população e os do sexo feminino 48%. Harsud tem uma taxa de literacia de 69%, superior à média nacional de 59,5%: a literacia no sexo masculino é de 77% e no sexo feminino é de 61%. Em Harsud, 14% da população está abaixo dos 6 anos de idade.